# Krasnopàvlivka
Krasnopàvlivka o Krasnopàvlovka (en ucraïnès Краснопавлівка, en rus Краснопавловка) és una vila de la província de Khàrkiv, Ucraïna. El 2021 tenia 6.763 habitants.